# Triatlón adaptado
El triatlón adaptado es un deporte derivado del triatlón, practicado por personas con discapacidad física, visual e intelectual. Está regulado por la Unión Internacional de Triatlón. Forma parte del programa paralímpico desde la edición de Río de Janeiro 2016.